# František Směták

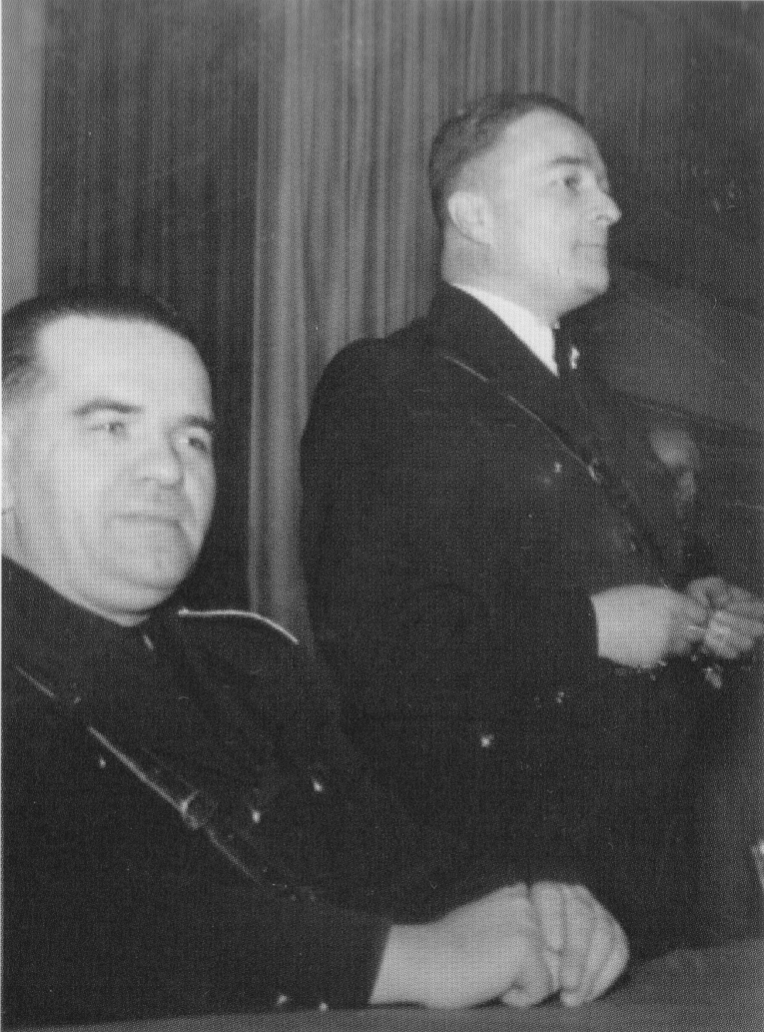
Hejtman SG František Směták a Jan Rys–Rozsévač

Symbol (vlajka) fašistické a kolaborantské organizace Vlajka (ilustrační foto)

František Směták (10. února 1901 Babice – 20. ledna 1970 Praha) byl nedostudovaný kněz a zvěrolékař, ambiciózní český fašista, za protektorátu pak náčelník štábu (hejtman) pražského křídla Svatoplukových gard (SG).

## Životopis
František Směták se narodil v roce 1901. Za první republiky vstoupil do Lidové strany. Za druhé republiky se stal členem Národní obce fašistické (NOF). Národní obec fašistickou opustil v únoru roku 1939 a následně vstoupil do fašistické a kolaborantské Vlajky. Vlajka disponovala elitními údernými složkami (paramilitantními oddíly) českých fašistů, které se nazývaly Svatoplukova garda (SG). Velitelskou pravomoc nad Svatoplukovými gardami vykonával nejprve ostravský fašista Arnošt Pořízka (později od 10. února 1940 pak Jaroslav Čermák a od února roku 1941 Vojtěch Musil). V Praze byl ještě ustanoven hejtman Svatoplukových gard, kterým se stal právě František Směták.
Během roku 1940 se František Směták spolu s Arnoštem Pořízkou pokusili převzít moc nad Svatoplukovými gardami. Ty tou dobou cvičily v Praze na Střeleckém ostrově a ve svém největším rozmachu měly asi 800 členů.
- V paláci Lucerna (na adrese: Štěpánská 704/61) se dne 6. února 1940 konalo ve velkém sále Lucerny shromáždění Vlajky, Svatoplukových gard a dalších fašistů.[1] Po skončení shromáždění pak v baru Lucerna došlo k roztržce mezi hejtmanem Svatoplukových gard Františkem Smětákem a jejich velitelem Arnoštem Pořízkou na jedné straně a Janem Rysem-Rozsévačem na straně druhé.[1] Ještě ostřejší střet ale následoval o čtyři dny později v Myslíkově ulici, kde sídlil sekretariát ČNST–Vlajky.[1]

- V nádražní restauraci na Hlavním nádraží (německy: Hauptbahnhof, na adrese: Wilsonova 300/8) se dne 9. února 1940 konala schůzka ostravských fašistů Arnošta Pořízky a Jakuba Niemczyka na jedné straně s reprezentantem pražského křídla Svatoplukových gard Františkem Smětákem na straně druhé.[1] Roztržka, k níž v nádražní restauraci došlo, pokračovala druhý den v sídle ČNST–Vlajky v Myslíkově ulici.[1]

- Ve třech patrech v zadním traktu domu na adrese Myslíkova 1959/15 (německy: Myslík–Gasse) sídlilo přibližně od 15. března 1939 až do ledna 1943 (kdy byla Vlajka rozpuštěna) sídlo Vlajky.[1] Dům byl současně „hlavním stanem“ Svatoplukových gard a zde také úřadoval náčelník štábu (hejtman) Svatoplukových gard František Směták.[1] (Hlavní velitelství Svatoplukových gard v čele s Arnoštem Pořízkou bylo v Ostravě.[1]) Dne 10. února 1940 tady došlo k prudkému sporu mezi Františkem Smětákem na jedné straně a ostravskými fašisty Jakubem Niemczykem a Arnoštem Pořízkou na straně druhé.[1] Celá hádka skončila inzultací obou ostravských fašistů, jejich vyhozením z budovy a následným vyloučením z Vlajky.[1]

Po výše uvedené roztržce v Myslíkově ulici byli i František Směták s Arnoštem Pořízkou vyloučeni z řad členů Svatoplukových gard. Ambiciózní František Směták si obratem založil vlastní organizaci, kterou nazval Svatoplukovy národní gardy. Tato organizace měla v době svého rozkvětu maximálně 30 členů, František Směták ji řídil ze svého bytu (na adrese Praha 2, Korunní 716/5 [německy: Kronenstrasse]), kde sídlil její „štáb“. Zpočátku František Směták se svými muži cvičil, ale posléze mu došly peníze a jeho Svatoplukova národní garda se ještě během roku 1941 (po necelém půl roce své existence) definitivně rozpadla.
František Směták byl v roce 1945 zatčen. Angažoval se totiž nejen ve Svatoplukových gardách, ale byl i konfidentem gestapa (jako ostatně většina českých fašistů). Mimořádným lidovým soudem (MLS) byl odsouzen k sedmi letům odnětí svobody. Po změně režimu v únoru 1948 se František Směták rychle zorientoval a již ve výkonu trestu se stal přesvědčeným komunistou. Po odpykání trestu pracoval nejprve v Uhelných skladech a od roku 1954 jako veterinář v JZD. Zemřel v 70. letech 20. století.